# كريستوفر نيلسن (رسام كارتون)
كريستوفر نيلسن (بالنرويجية البوكمول: Christopher Nielsen)‏ هو رسام كارتون نرويجي، ولد في 20 أبريل 1963 في أوسلو في النرويج.

## وصلات خارجية
- كريستوفر نيلسن على موقع IMDb (الإنجليزية)
- كريستوفر نيلسن على موقع ألو سيني (الفرنسية)
- كريستوفر نيلسن على موقع ميوزك برينز (الإنجليزية)
- كريستوفر نيلسن على موقع أول موفي (الإنجليزية)
- كريستوفر نيلسن على موقع قاعدة بيانات الأفلام السويدية (السويدية)
- كريستوفر نيلسن على موقع قاعدة بيانات الفيلم (الإنجليزية)
- كريستوفر نيلسن على موقع كينوبويسك (الروسية)